# ATB (musicien)
Pour les articles homonymes, voir ATB.
ATB, de son vrai nom André Tanneberger (né le 26 février 1973 à Freiberg), est un disc jockey, compositeur et producteur allemand de dance et techno. Ses titres les plus fameux comprennent 9 PM (Till I Come), lequel est au sommet des classements musicaux en Grande-Bretagne en 1999. Cette piste comporte un riff à la guitare devenu très populaire. Ce son trouvé accidentellement est devenu sa marque de fabrique. On le retrouve sur son premier album Movin' Melodies en 1999. ATB continue d'évoluer et de changer à chaque nouvel album. Son style courant comporte plus de voix et de piano.
Malgré la publication de quelques autres titres en Angleterre tels que Don't Stop! (3 300 000 exemplaires vendus[réf. nécessaire]) et Killer (4 200 000 exemplaires vendus[réf. nécessaire]), il sort régulièrement des titres dans son Allemagne natale et ailleurs en Europe, où il remporte quelques succès avec par exemple I Don't Wanna Stop. ATB est classé par DJ Mag onzième en 2009 et en 2010, et quinzième en 2011. En 2011, il est classé premier sur la DJ List.

## Biographie
eTwo Worlds (2000) son second album est un double CD basé sur le concept de différents types de musiques pour différentes humeurs. Les titres des deux CD sont : The World of Movement et The Relaxing World. Cet album inclut deux titres avec Heather Nova intitulés Love Will Find You et Feel You Like a River. En 2002 parait son troisième album Dedicated dont certains morceaux sont dédicacés aux victimes du 11 septembre et qui inclut le tube Let U Go. ATB remixera également les chansons d'artistes comme Sash! ou Jean-Michel Jarre. En 2003, ATB publie son quatrième album Addicted to Music qui inclut une partie DVD contenant clips et making of, et qui est suivi par son premier DVD officiel avec tous ses clips, des makings of, des photos, et sa tournée mondiale, notamment.
Un des titres d'ATB, Ecstasy, est tiré de son cinquième album No Silence (2004). Ce dernier inclut également Marrakech qui figure sur le film Mindhunters avec Val Kilmer. En 2004, 2006, 2007 et 2008, il publie quatre compilations ATB The DJ In The Mix,,, dans lesquelles il mixe de nombreux artistes de trance et d'electro incluant également certains de ses titres en versions originales ou remixées. The DJ in the Mix 3 atteindra les classements musicaux.
En 2005, ATB sort Seven Years, une compilation de vingt titres, incluant ses meilleurs tubes tels The Summer, Let U Go, Hold U, Long Way Home, et I Don't Wanna Stop. Seven Years inclut également six nouvelles pistes : Humanity, Let U Go (2005 Reworked), Believe in Me, Trilogie, Pt. 2, Take Me Over et Far Beyond. Plusieurs des derniers albums d'ATB incluent la voix de Roberta Carter Harrison, chanteuse du duo canadien Wild Strawberries. Son nouvel album intitulé Trilogy sort en mai 2007, accompagné d'un nouveau single Renegade chanté par Heather Nova. Trilogy existe également en version limitée 2 CD. Le 27 juillet 2007, il publie un nouveau maxi Feel Alive également extrait de son dernier album. Le 12 mai 2009 parait son dernier album Future Memories qui se présente sous la forme d'un double CD à l'image de son précédent opus et qui inclut une partie DVD contenant clips et biographie, notamment.
Le 8 mars 2011, il annonce à ses fans via sa page Facebook que le titre de son prochain album sera Distant Earth. Sa date de sortie est, quant à elle, fixée au 29 avril 2011. Cet album est le neuvième album studio du compositeur. Le 8 juin 2012, ATB commercialise la compilation Sunset Beach DJ Session vol. 2. Le 24 mars 2013, il annonce pendant le concert A State of Trance 600 Miami au Ultra Music Festival prévoir de sortir son prochain album au cours du second semestre 2013[réf. nécessaire]. En septembre, ATB affirme qu'il travaille sur la dernière piste de l'album et que ce nouvel album aura vingt-quatre chansons sur deux CD. En outre, il annonce qu'il ferait une série de concerts aux États-Unis avec des spectacles à Los Angeles, San Francisco, Chicago et New York[réf. nécessaire]. Son nouvel album Contact est commercialisé le 24 janvier 2014, avec comme premier single Face to Face[réf. nécessaire].
En mai 2024, André Tanneberger annonce qu'il sortira son dernier album studio en 2025. La raison invoquée est la consommation de la musique sous forme de streaming qui ne permet plus, d'après lui, de faire des albums travaillés avec des transitions de pistes et des émotions basées sur celles-ci. Cette sortie marquera la fin des 25 années de travail du musicien sur les albums studio, mais pas de sa carrière musicale. Pour remercier ses fans et aussi pour célébrer la fin d’une étape importante de sa carrière, il se lance en début juin 2024 dans une tournée estivale intitulée Don't Stop. La tournée commence à la Nouvelle-Orléans et a inclus des villes telles que Saint-Louis, Dallas, Washington DC et Portland.

## Discographie

### Albums studio
- 1999 : Movin' Melodies
- 2000 : Two Worlds
- 2002 : Dedicated
- 2003 : Addicted To Music
- 2004 : No Silence
- 2005 : Seven Years
- 2007 : Trilogy
- 2009 : Future Memories
- 2011 : Distant Earth
- 2014 : Contact
- 2017 : Next

### Compilations
- 1999 : Clubber's Guide To... Trance
- 2000 : Trance Mix USA
- 2000 : G.R.O.O.V.E 2001
- 2003 : The DJ - In The Mix
- 2004 : The DJ 2 - In The Mix
- 2006 : The DJ 3 - In The Mix
- 2007 : The DJ 4 - In The Mix
- 2010 : The DJ 5 - In The Mix
- 2010 : The DJ 6 - In The Mix
- 2010 : Sunset Beach DJ Session
- 2012 : Sunset Beach DJ Session 2

### Singles
- 1998 : 9 PM (Till I Come) (feat. Yolanda Rivera)
- 1999 : Don't Stop (feat. Yolanda Rivera)
- 1999 : Killer (avec Woody van Eyden and Drue Williams)
- 2000 : The Fields of Love (feat. York)
- 2000 : The Summer
- 2000 : A Wither Shade of Pale (vs. Sarah Brightman)
- 2001 : Let U Go (feat. Roberta Harrison)
- 2001 : Hold You (feat. Roberta Harrison)
- 2002 : You're Not Alone (feat. Roberta Harrison)
- 2003 : I don't Wanna Stop (feat. Roberta Harrison)
- 2003 : Long Way Home (feat. Roberta Harrison)
- 2003 : Sunset girl / In Love With The DJ
- 2004 : Marrakech(feat. Tiff Lacey)
- 2004 : Ecstasy (feat. Tiff Lacey)
- 2004 : Here With Me / IntenCity
- 2005 : Believe In Me (feat. Jan Löchel)
- 2005 : Humanity (feat. Tiff Laceyl)
- 2005 : Let U Go (2005 Reworked) (feat. Jan Löchel]
- 2006 : Summer Rain
- 2007 : Renegade (feat. Heather Nova)
- 2007 : Feel Alive (feat. Jan Löchel)
- 2007 : Justify (feat. Jennifer Karr)
- 2008 : Wrong Medication (feat. Jades)
- 2009 : What About Us / L.A. Nights (feat. Jan Löchel)
- 2009 : Behind (feat. Flanders)
- 2010 : Could you Believe
- 2011 : Twisted Love (feat. Christina Soto)
- 2011 : Gold (feat. JanSoon)
- 2011 : Move On (feat. JanSoon)
- 2011 : Apollo Road (avec Dash Berlin)
- 2012 : Never Give Up (feat. Ramona Nerra)
- 2012 : In and Out of Love (feat. Ramona Nerra)
- 2013 : Face to Face (feat. Stanfour)
- 2021 : Your Love (9PM) (avec Topic et A7S)

## ClassementsDJ Mag
- 2003 : DJ Mag Top 100 DJ : #47 (entrée)
- 2004 : DJ Mag Top 100 DJ : #13 (+34)[15]
- 2005 : DJ Mag Top 100 DJ : #9 (+4)[16]
- 2006 : DJ Mag Top 100 DJ : #13 (-4)[17]
- 2007 : DJ Mag Top 100 DJ : #26 (-13)[18]
- 2008 : DJ Mag Top 100 DJ : #25 (+1)[19]
- 2009 : DJ Mag Top 100 DJ : #11 (+14)[20]
- 2010 : DJ Mag Top 100 DJ : #11 (même position)[21]
- 2011 : DJ Mag Top 100 DJ : #15 (-4)[22]
- 2012 : DJ Mag Top 100 DJ : #21 (-6)[23]
- 2013 : DJ Mag Top 100 DJ : #33 (-12)[24]
- 2014 : DJ Mag Top 100 DJ : #58 (-25)[25]
- 2015 : DJ Mag Top 100 DJ : #82 (-24)[26]